# Alessandro Tessin
Alessandro Tessin (ur. 17 czerwca 1970 w San Pietro Viminario) – włoski kolarz torowy brązowy medalista mistrzostw świata. Największym sukcesem w jego karierze było zdobycie brązowego medalu w wyścigu ze startu zatrzymanego zawodowców podczas mistrzostw świata w Palermo w 1994 roku. W wyścigu tym wyprzedzili go tylko Niemiec Carsten Podlesch oraz Austriak Roland Königshofer. Był to jedyny medal zdobyty przez Tessina na międzynarodowej imprezie. Nigdy nie startował na igrzyskach olimpijskich.